# スィチョーフカ
座標: 北緯55度50分 東経34度17分 / 北緯55.833度 東経34.283度

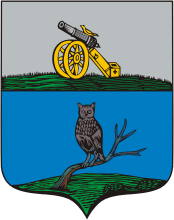
スィチョーフカの紋章

スィチョーフカ（シチョフカ、ロシア語: Сычёвка、ラテン文字表記の例: Sychyovka）は、ロシアのスモレンスク州にある町。人口は7,544人（2021年）。

## 地理
スィチョーフカは、スィチョーフカ・ヴャジマ高地の北縁、ヴォルガ川の支流ヴァズーザ川にロスミナ川が合流する地点にある。州都スモレンスクからは北東へ235キロメートル。
スィチョーフカは、1881年に開通したリホスラヴリ＝トルジョーク＝ルジェフ＝ヴャジマ間の鉄道沿いにある。

## 歴史

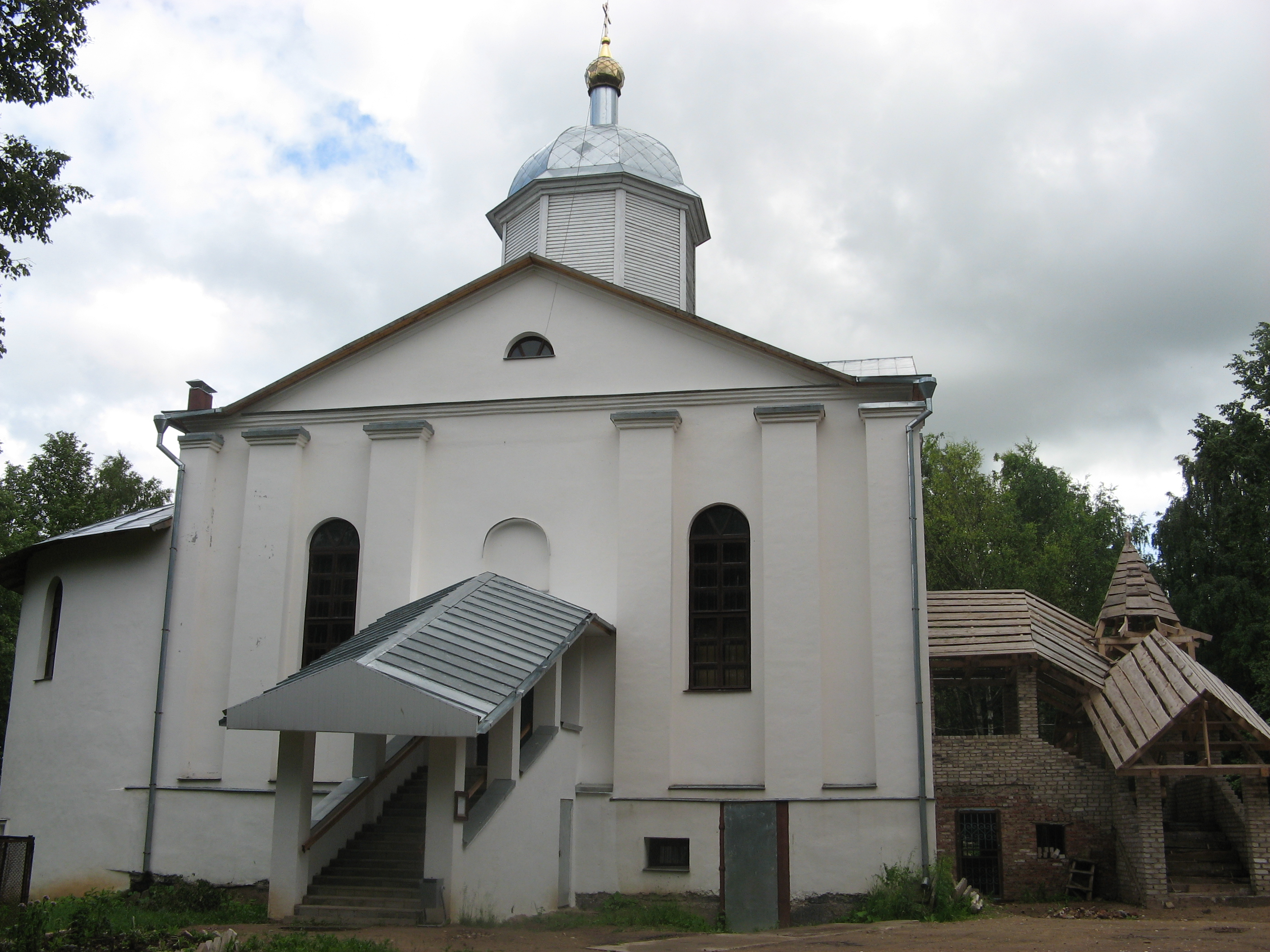
生神女福音大聖堂（スィチョーフカ）

スィチョーフカの文献記録への初出は1488年である。当時のスィチョーフカはモスクワ大公イヴァン3世の息子、トヴェリ公イヴァン・マラドイの世襲地（votchina、ヴォチナ）であった。1493年にはヴャジマ郡の皇帝直轄の村（дворцовое село）となっている。1776年に市の地位を得た。
スィチョーフカという地名は、ロシア語でふくろうを意味するスィチ（сыч）から来ており、市の紋章にも描かれている。
第二次世界大戦（独ソ戦）では、1941年10月10日にドイツ国防軍に占領されたが、1943年3月8日にルジェフ・ヴャジマ作戦で赤軍西部戦線により奪回された。

## 産業
スィチョーフカには電機工場があるほか、製材工場、食品工場、印刷工場などもある。